# 쿨투르포룸
쿨투르포룸(독일어: Kulturforum)은 독일 베를린의 문화 시설 단지다. 이 건물은 한때 통일되었던 도시의 문화적 자산 대부분이 베를린 장벽 뒤로 사라진 후, 1950년대와 1960년대에 티어가르텐 남쪽, 서베를린 외곽에 건설되었다. 쿨투르포룸은 혁신적인 모더니즘 건축이 특징이다.

## 시설 목록
- 신 국립미술관
- 회화관
- 베를린 장식미술관
- 베를린 악기박물관
- 베를린 판화박물관
- 베를린 미술도서관
- 베를린 필하모니
- 베를린 주립도서관